# Komito
Komito (georgiska: ქომიტო; ryska: Комито, tjetjenska: Даттах-Корта), även Datach-kort (ryska: Датах-корт) eller Dattach-Korta (tjetjenska: Даттах-Корта), är ett berg på gränsen mellan nordöstra Georgien och Ryssland. Toppen på Komito är 4 261 meter över havet.